# Cultura Daxi

Área de la cultura Daxi.

La cultura Daxi (en chino: 大溪 文化, pinyin: Daxi) (4500-3000 a. C.) fue una cultura neolítica centrada en la región de las Tres Gargantas, en torno a la cuenca media del río Yangtsé, China. Esta cultura  se extendió desde Hubei occidental, el este de Sichuan y el delta del río Perla. El sitio de Daxi, ubicado en la garganta de Qutang, alrededores de Wushan, Chongqing, fue descubierto por Nels C. Nelson en la década de 1920. Muchos de los sitios arqueológicos de la cultura Daxi, incluyendo el sitio de Daxi, fueron inundados o destruidos después de la finalización de la presa de las Tres Gargantas.
Daxi se caracterizan por la presencia de botellas cilíndricas (Dou), y cerámica de color rojo. El pueblo Daxi cultivaba extensamente el arroz, a la vez que practicaba la pesca y la caza de patos en los campos de arroz. La cultura Daxi fue una de las primeras en construir fosos y sitios amurallados.
La cultura Daxi muestra evidencias de interacciones culturales con la región del delta del río Yangtsé. La cultura Daxi fue sucedida por la cultura de Qujialing.